# Georg Behringer KG

Zementwerk mit dem Buchberg im Hintergrund. Links unten die Seitzermühle.

In der Gemeinde Sengenthal wurde von der Firma Georg Behringer KG von 1926 bis 1974 Kalk und Zement hergestellt. Das Zementwerk prägte in dieser Zeit die Entwicklung des Ortes Sengenthal und war darüber hinaus einer der bedeutendsten Industriebetriebe im Landkreis Neumarkt in der Oberpfalz.

## Geschichte
1926 pachtete Georg Behringer den Steinbruch in Sengenthal. Nach einer gründlichen Vorbereitungsphase wurde 1934 mit der Produktion von Zement begonnen. Im Jahr 1930 erhielt das Unternehmen einen Gleisanschluss an die Bahnstrecke Nürnberg–Regensburg. Da ab diesem Zeitpunkt die Anlieferung von Kohle für die Produktion und der Abtransport des fertigen Zements leichter möglich waren, wurde der Steinbruch im selben Jahr gekauft.
In den letzten Kriegstagen (mit schweren Kämpfen im nahen Neumarkt) wurde die Fabrik in Sengenthal nicht beschädigt. So konnte die Produktion bald wieder aufgenommen werden und das zerstörte Neumarkt mit Zement für den Wiederaufbau versorgt werden. In den Folgejahren steigerte sich die Produktionsmenge vor allem durch Investitionen in neue Produktionsanlagen immer weiter.
Wegen finanzieller Schwierigkeiten wurde das Zementwerk 1974 von der HeidelbergCement AG gekauft. 1986 wurde schließlich die Zementproduktion eingestellt.
Im Jahr 1993 ließ die HeidelbergCement AG den über der Bahnlinie gelegene Teil des Zementwerks (außer der Schotterhalle) mit einem Kostenaufwand von ca. fünf Millionen DM (entspricht ca. 2,56 Mio. Euro) abreißen. Die Anlagen unterhalb der Bahnlinie (Klinkersilo, Zementmühle und vier Hochsilos) blieben bestehen. Die Silos werden bis heute zur Lagerung von Flugasche genutzt.
Im August/September 2007 wurde die stählerne Trommel der Zementmühle verkauft. Dazu musste das Gebäude der Zementmühle abgerissen werden.

## Produktionsmengen
- 1949: 30.000 Tonnen
- 1954: über 100.000 Tonnen
- 1956: 175.000 Tonnen
- 1961: 300.000 Tonnen
- 1984: über 500.000 Tonnen